# دوغلاس سي-47 سكاي ترين
دوغلاس سي-47 سكاي ترين (بالإنجليزية: Douglas C-47 Skytrain)‏ هي طائرة نقل عسكري من صنع شركة دوغلاس للطائرات الأمريكية طورت من النسخة الأقدم دي سي-3، حلقت الدوغلاس سي-47 لأول مرة في ديسمبر 1941 وقد استخدمها الحلفاء بكثافة خلال الحرب العالمية الثانية.